# Amaury de Farcy de Saint-Laurent
Amaury de Farcy de Saint-Laurent, membre de la famille de Farcy, né en 1652 à Vitré, mort le 5 mai 1729 à Ebstorf), était un militaire de l'Électorat de Brunswick-Lunebourg et commandant de la forteresse de Kalkberg et de la ville de Lunebourg.
Il est le fils de Françoise de Farcy, seigneur de Saint-Laurent, et de son épouse, Claude d’Uzille.

## Biographie

### Origine
Amaury de Farcy de Saint-Laurent est issu de la Famille de Farcy. Avant la Révocation de l'édit de Nantes, il fuit la France en 1672 en raison de son protestantisme. Il arrive à Cassel par La Haye. 
Il fut premier page de la cour à Cassel et en 1674 vint au Château de Celle sur la recommandation de la Maison d'Orange-Nassau au service du duc Georges-Guillaume de Brunswick-Lunebourg. En tant qu’enseigne dans le régiment d’infanterie de Linstow, il prend part à la Guerre de Hongrie en 1685 et 1686. À son retour, il est transféré dans la cavalerie par le lieutenant général Jeremias Chauvet, sous les ordres duquel il a servi. 
En 1688, il devient major. À ce titre, il est capturé avec son propre régiment le 18 septembre 1691 lors de la Bataille de Leuze, où le prince Georges-Frédéric de Waldeck subit une défaite. En 1693, il devient lieutenant-colonel et en 1694 commandant de régiment.
Avec le début de la Guerre de Succession d'Espagne en 1701, les ducs de Hanovre et de Celle envoyèrent un corps auxiliaire conjoint aux Pays-Bas à la solde des États généraux. C’est là que Saint-Laurent commande la cavalerie qui lui est assignée comme brigadier (1702). En 1705, il devient major général. En tant que chef de cavalerie, il est mentionné à plusieurs reprises avec distinction au cours de cette guerre.
Lors de la Bataille de Ramillies, le 23 mai 1706, il commande plusieurs escadrons, qui, après un combat acharné, battent la cavalerie franco-bavaroise et contribuent de manière significative à la victoire. Marlborough profita de l’occasion pour recommander le général Saint-Laurent à l’Électeur pour la suite de ses tâches. 
Il est blessé à la bataille d'Audenarde le 11 juillet 1708, où il dirige quatre régiments hanovriens sous les ordres du général Dubislav Gneomar von Natzmer. À la Bataille de Malplaquet, le 11 septembre 1709, il est le conseiller du jeune prince Eugène de Savoie-Carignan, qui commande 30 escadrons. Il est nommé lieutenant général en 1712. 
De retour de la guerre de Succession d’Espagne, en 1719 , l'Électorat de Brunswick-Lunebourg dut appliquer le Reichsexekution contre le duc Charles-Léopold de Mecklembourg-Schwerin au nom du Saint-Empire romain germanique. Soutenues par les troupes auxiliaires russes, les troupes ducales du général Curt Christophe de Schwerin affrontent les troupes et leur infligent une défaite le 6 mars à Walsmühlen, non loin de Schwerin. Saint-Laurent a su compenser des conséquences plus importantes avec sa cavalerie. Il meurt le 5 mai 1729 à Ebstorf à Lunebourg.
Il était marié à Luise Dorothea von Charreard. Le fils unique du couple, Anton Simon, mourut en 1728 en tant que capitaine de cavalerie, et leur fille Eléonore (née en 1701, morte le 5 mars 1784) épousa le major Ludolf Otto von Estorff († 1759) à Barnstedt en 1721 à Gut Barnstädt. Le lieutenant-général Emmerich Otto August von Estorff est son petit-fils.

## Sources
- Bernhard von Poten, Saint-Laurent, Amaury de Farcy de, dans l'Allgemeine Deutsche Biographie
- Saulnier Frédéric: Amaury de Farcy de Saint-Laurent lieutenant général hanovrien 1652–1729. 1904
- v. Estoff: Biographie des Generals Amaury de Farcy de St Laurent. 1825, Digitalisat
- Annalen der Braunschweig-Lüneburgischen Churlande. 5. Jahrgang, 1791, S. 586ff., Digitalisat